# Cyclorbitopsella
Cyclorbitopsella es un género de foraminífero bentónico de la subfamilia Orbitopsellinae, de la familia Mesoendothyridae, de la superfamilia Loftusioidea, del suborden Loftusiina y del orden Loftusiida. Su especie tipo es Cyclorbitopsella tibetica. Su rango cronoestratigráfico abarca el Liásico (Jurásico inferior).

## Discusión
Clasificaciones previas incluían Cyclorbitopsella en la familia Orbitopsellidae de la superfamilia Cyclolinoidea, así como en el suborden Textulariina del orden Textulariida o en el orden Lituolida.

## Clasificación
Cyclorbitopsella incluye a la siguiente especie:
- Cyclorbitopsella tibetica